# فرانز سيبر
فرانز سيبر (بالإنجليزية: Franz Sieber)‏ (و. 1789 – 1844 م) هو عالم نبات، ومهندس معماري من الإمبراطورية الرومانية المقدسة . ولد في براغ.
توفي في براغ ، عن عمر يناهز 55 عاماً.